# Bjarni Djurholm
Bjarni Djurholm (Kollafjørður, 1957. március 19.) feröeri tanár és politikus, a Fólkaflokkurin tagja.

## Pályafutása
1982-ben tanári végzettséget szerzett a Føroya Læraraskúliban. Ezt követően 1984-ig az á Trøðni iskolában, majd 1996-ig a tórshavni Tekniska Skúliban tanított. 1993–1995-ig óraadó volt a Føroya Handilsskúliban. 1996 augusztusától az Eystur iskola igazgatóhelyettese.
Már 1987–1991 között is helyettesített képviselőként a Løgtingben, majd 1991–1993-ig állandó helyettesként ült a parlamentben. 1994-ben már saját jogán szerzett képviselői mandátumot. 1991–1993 és 1996–1998 között a kulturális bizottság, 1998–2002 között pedig a pénzügyi bizottság elnöke volt.
2000–2004 között Anfinn Kallsberg, ezt követően 2008-ig Jóannes Eidesgaard kormányában vezette a gazdasági tárcát.

## Magánélete
Szülei Günda és Niels Pauli Djurholm Kollafjørðurból. Nős, felesége Eydna Djurholm (szül. Jacobsen) Tórshavnból. Egy fiuk és két lányuk van. Jelenleg Hoyvíkban él.